# Stockwell Day

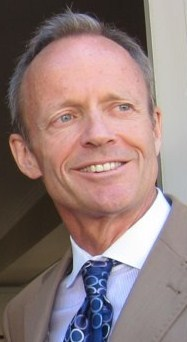
Stockwell Day 2010.

Stockwell Burt Day, Jr., född 16 augusti 1950 i Barrie i Ontario, är en kanadensisk konservativ politiker. Han hade flera ministerposter i Stephen Harpers regering 2006–2011, var partiledare för Canadian Alliance 2000–2001 och har varit medlem av Kanadas konservativa parti sedan partiet 2003 bildades som en fusion av Canadian Alliance och Progressiva konservativa partiet. Han var Kanadas oppositionsledare 2000–2001 och förlorade 2000 års val mot Jean Chrétiens liberaler.
Han bodde i sin ungdom på olika håll i Kanada, bland annat i kustprovinserna, Ottawa och Montréal. Han studerade vid University of Victoria och Northwest Bible College (numera Vanguard College) utan att utexamineras. Day undervisade 1978-1985 i en skola i Bentley i Alberta som följer den kristna undervisningsprincipen Accelerated Christian Education (ACE). Motståndarna till ACE anklagade undervisningen för antisemitism och försvaret av den kristna undervisningen fick Day att bli intresserad av politik. Dessutom hade hans far Stockwell Day, Sr. varit kandidat till Kanadas parlament.
Day var ledamot av provinsen Albertas lagstiftande församling, Legislative Assembly of Alberta, 1986–2000, för Albertas progressiva konservativa parti. Han hade olika ställningar i Albertas regering och lyckades 1999 genomföra platt skatt i provinsen.
Day gick 2000 med i Canadian Alliance och lyckades bli det nybildade partiets partiledare och oppositionsledare. Han blev ledamot av underhuset i Kanadas parlament i ett fyllnadsval i september 2000 och representerade valkretsen Okanagan-Coquihalla i British Columbia till valet 2011, då han inte ställde upp för omval.
Kanadas premiärminister Jean Chrétien ville inte ge det nya partiet alltför mycket tid för att organisera sig och utlyste nyval redan i november 2000. Oppositionsledaren Days evangelikala tro kritiserades och hans åsikter i frågor som abort och homosexualitet lyftes fram för att betona honom som en representant för kristen fundamentalism. Day är troende medlem i pingströrelsen. Days tro på kreationism hånades speciellt av motståndarna. Canadian Alliance förlorade valet. Day avgick 2001 som partiledare och besegrades i 2002 års partiledarval av Stephen Harper. Day stödde Irakkriget och uppträdde 2003 i en demonstration "Canadians for Bush" som organiserades av pastorn Tristan Emmanuel.
När Kanadas konservativa parti grundades 2003 kandiderade Day inte till partiledare. Han blev utrikespolitisk talesman i stället. Efter att det konservativa partiet blivit största parti i 2006 års val blev han minister för allmän säkerhet, med ansvar bland annat för säkerhetspolisen, fängelseväsendet och ridande polisen. Han var handelsminister 2008–2010 och President of the Treasury Board 2010–2011.